# Железная дорога Рим — Лидо
Железная дорога Рим — Лидо — железнодорожная линия длиной 28 км, соединяющая Рим с Остией. Открыта в 1924 году. На сегодняшний день насчитывает 14 действующих станций. Начинается около станции «Пирамиде» линии В Римского метрополитена, далее проходит рядом с линией, после чего рядом со станцией «ЭУР Мальяна» направляется в Остию. В последние годы[когда?] была электрифицирована.

## Станции
- Рома Порта Сан-Паоло
- Базилика Сан-Паоло
- ЭУР Мальяна
- Тор ди валле
- Торрино (закрыта)
- Меццокамино (закрыта)
- Витиния
- Казал Бернокки — Чентро Джано
- Асилия
- Асилия Юг — Драгона
- Остия антика
- Лидо ди Остия норд
- Марина Остия (ответвление от Лидо ди Остия норд, закрыта)
- Лидо ди Остия чентро
- Стелла поларе
- Кастел Фузано
- Кристофоро Коломбо